# Idrogenofosfato di disodio
L'idrogenofosfato di disodio è un sale di sodio dell'acido fosforico. È uno dei numerosi fosfati di sodio.
A temperatura ambiente si presenta come un solido incolore inodore. Il sale è noto in forma anidra e idrata (con 2, 7, 8 e 12 molecole d'acqua legate). Tutti sono polveri bianche idrosolubili; il sale anidro è igroscopico.
Il pH della soluzione da esso generata è compreso tra 8,0 e 11,0, il che significa che è moderatamente basico:
{\displaystyle {\ce {HPO4^2- + H2O <=> H2PO4- + OH-}}}

## Produzione e reazioni
Può essere generato dalla neutralizzazione dell'acido fosforico con idrossido di sodio:
{\displaystyle {\ce {H3PO4 + 2 NaOH -> HNa2PO4 + 2 H2O}}}
Industrialmente Viene preparato in due fasi trattando il fosfato bicalcico con bisolfato di sodio, nella quale precipita il solfato di calcio:
{\displaystyle {\ce {CaHPO4 + NaHSO4 -> NaH2PO4 + CaSO4 v}}}
Nella seconda fase, la soluzione risultante del fosfato monosodico viene parzialmente neutralizzata:
{\displaystyle {\ce {NaH2PO4 + NaOH -> HNa2PO4 + H2O}}}

## Usi
È usato in combinazione con fosfato trisodico negli alimenti e nel trattamento di addolcimento dell'acqua. Negli alimenti, viene utilizzato per regolare il pH. La sua presenza impedisce la coagulazione nella preparazione del latte condensato. Allo stesso modo, viene utilizzato come additivo antiagglomerante nei prodotti in polvere.  Viene utilizzato in dessert e budini come addensante o per accelerare i tempi di cottura. Nel trattamento delle acque, ritarda la formazione di calcare. Si trova anche in alcuni detergenti.
Il riscaldamento del fosfato disodico solido fornisce il composto utile pirofosfato tetrasodico:
{\displaystyle {\ce {2 HNa2PO4 -> Na4P2O7 + H2O}}}
Il fosfato di sodio monobasico e dibasico sono usati come lassativo salino per trattare la costipazione o per pulire l'intestino prima di una colonscopia.